# فيسايو أدارابيويو
فيسايو مبارك أدارابيويو (بالإنجليزية: Fisayo Mubarak Adarabioyo)‏، من مواليد 1 فبراير 1995، هو لاعب كرة قدم إنجليزي سابق، وكان يلعب مركز وسط مهاجم، ولعب مع عدة أندية، ومنها كريستال بالاس، لم ينضم للمنتخب الإنجليزي طوال حياته.